# En popklassiker (Anders F)
En popklassiker är ett samlingsalbum med Anders F Rönnblom.

## Låtlista
1. Det är inte snön som faller - 4:15
2. Jag kysste henne våldsamt - 3:28
3. Europa brinner - 3:14
4. Eld och vatten - 2:50
5. 1984 (Vilken fest, vilken yra) - 4:08
6. Nödutgång - 4:15
7. Vem har satt mina änglar i bur? - 3:15
8. Jesus, Marx och Billy The Kid (Del 1) - 3:55
9. Wilson, Chilton, Petty And Verlaine - 2:00
10. Alla är vi förlorade - 4:00
11. Sista festen i frestelsens tempel  - 5:50
12. Rockabilly Baby With A Hard-On - 2:05
13. Nostalgiska omständigheter: a)Sådden b)Ålrajt ålnajt - 4:45
14. Ruby Doobie - 3:50
15. Amnesti - 4:06
16. Limbo - 2:57
17. Kokofån - 3:10